# Tripping the Rift
Tripping the Rift (Tropezando en el espacio en Hispanoamérica, Tropiezos estelares en España) es un programa televisivo de comedia y ciencia ficción CGI (animado por computadora en 3D) canadiense que transmitió el canal Sci Fi en marzo de 2004. Está basado en dos animaciones cortas populares publicadas en Internet por Chris Moeller y Chuck Austen. Sky One comenzó a transmitir en el Reino Unido a principios de 2005. El canal estadounidense Sci Fi transmitió la segunda temporada en otoño de 2005. Ambas temporadas están disponibles ahora en DVD en Estados Unidos.
Desde abril de 2006 la serie fue renovada para una tercera temporada, sin embargo en una entrevista con la Pan and Scan.com publicado el 6 de abril de 2006, el actor de voz Stephen Root indicó que hay un proyecto en curso para una versión de película de la serie.
Se puede ver su emisión en Canadá en Teletoon y Space.

## Sinopsis
Nos encontramos en el espacio, el futuro. El universo en el que se sitúa está basado en gran medida en el de Star Trek, aunque también toma elementos de La guerra de las galaxias y 2001: A Space Odyssey. Sigue las aventuras del capitán Chode y su extraña tripulación de la nave Júpiter 42, tratando de evadir a la Confederación y otros problemas y peleando contra los malvados Payasos Oscuros.